# Franz Xaver von Zach

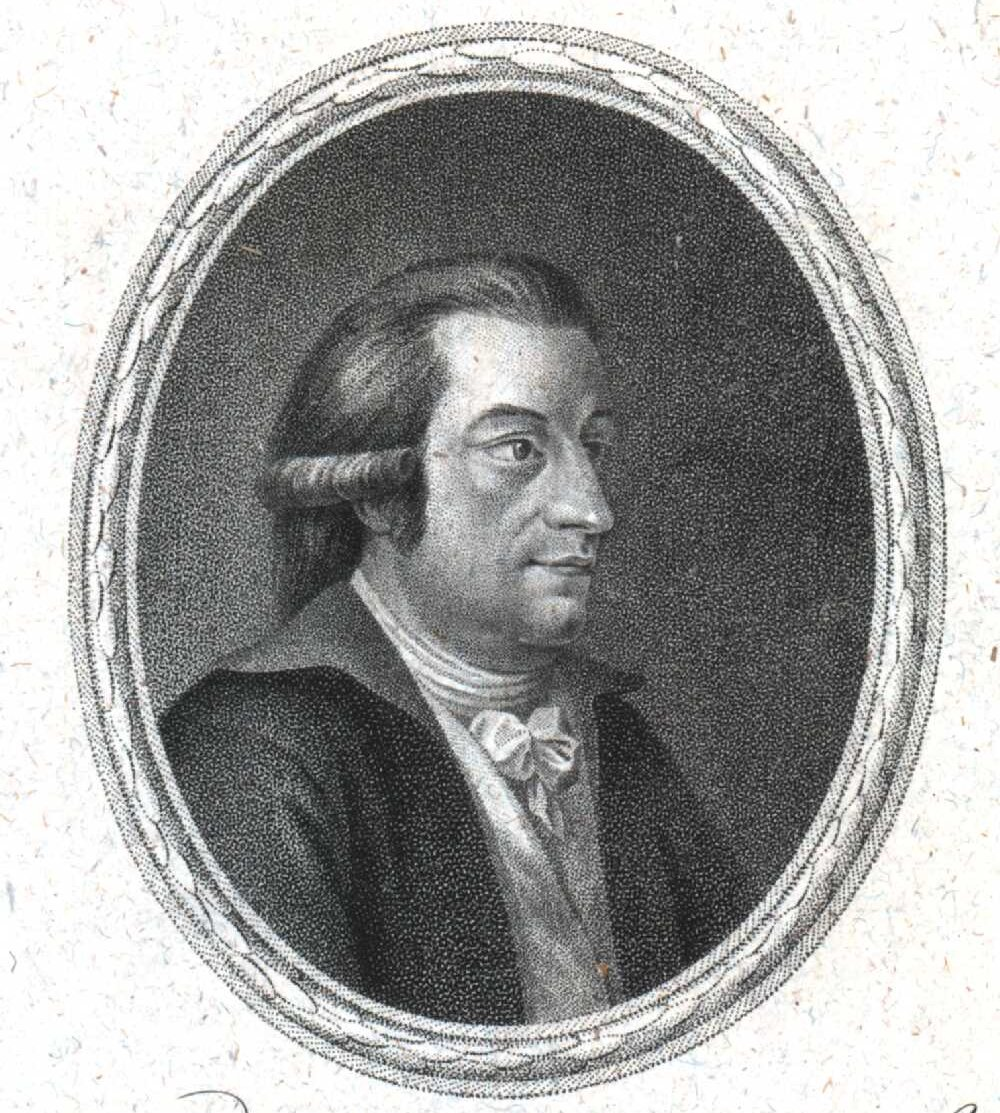
Franz Xaver Von Zach

Baron Franz Xaver von Zach (Pest, 4 juni 1754 - Parijs, 2 september 1832) was een Hongaars astronoom.

## Biografie
Hij diende enige tijd in het Oostenrijkse leger voor hij naar Londen verhuisde om er als leermeester aan het huis van de ambassadeur Hans Moritz von Brühl te dienen.
In 1786 werd hij door Ernst II van Saksen-Coburg en Gotha benoemd tot directeur van het nieuwe observatorium van Gotha.
Aan het einde van de 18e eeuw had Zach een groep van 24 astronomen om zich heen (de Himmelspolizey) voor een systematische zoektocht naar de ontbrekende planeet die voorspeld werd ergens tussen Mars en Jupiter, door de wet van Titius-Bode.
Op deze manier werd de dwergplaneet Ceres per toeval ontdekt. Vanaf 1806 vergezelde hij de weduwe van de hertog bij haar reis door Zuid-Europa.

## Werk

L'attraction des montagnes, 1814

- Publicatie de "tabel van de zon" (Gotha, 1792, tweede editie, 1804)
- Meerdere artikels over geografische posities van steden met zijn sextant.

De 3 meeste belangrijke werken zijn
- Allgemeine Geographische Ephemeriden (4 vols., Gotha, 1798-1799),
- Monatliche Correspondenz zur Beförderung der Erd- und Himmels-Kunde (28 vols., Gotha, 1800-1813, from 1807 edited by Bernhard von Lindenau),
- (fr)  Correspondance astronomique, geographique, hydrographique, et statistique (Genoa, 1818-1826, 14 vols.)
- (fr)  L'attraction des montagnes, 1814

## Eerbetoon
- Hij werd verkozen tot lid van de Kungliga Vetenskapsakademien (Koninklijke academie van wetenschappen) in 1794.
- De planetoïde 999 Zachia en de maankrater Zach zijn naar hem genoemd.
- De planetoïde 64 Angelina is genoemd naar het observatorium dat hij stichtte nabij Marseille .